# Anwar Moore
Anwar Moore (5 maart 1979) is een Amerikaans atleet die gespecialiseerd is in het hordelopen.
Op 6 mei 2007 liep hij in Modesto op de 110 meter horden een tijd van 13,12. Hij nam hiermee de beste jaarprestatie over van Liu Xiang die 13,14 liep. Ook verbrak hij hiermee ook zijn persoonlijk record van 13,23 dat hij twee jaar hiervoor eveneens in Modesto liep.
Op 15 juni 2007 won hij tijdens de Bislett Games in Oslo, de eerste wedstrijd van de Golden Leagues 2007 in 13,26 (-0,3).

## Persoonlijke records
Outdoor
| Onderdeel    | Prestatie | Datum        | Plaats   |
| ------------ | --------- | ------------ | -------- |
| 100 m        | 10,42 s   | 11 juni 2005 | Genève   |
| 110 m horden | 13,12 s   | 10 juli 2007 | Lausanne |
| 13.12        | 1,90      | 5 mei 2007   | Modesto  |

Indoor
| Onderdeel   | Prestatie | Datum            | Plaats      |
| ----------- | --------- | ---------------- | ----------- |
| 60 m        | 6,74 s    | 29 januari 2005  | Chapel Hill |
| 55 m horden | 7,17 s    | 17 januari 2003  | Boone       |
| 60 m horden | 7,50 s    | 24 februari 2008 | Boston      |

## Palmares

### 110 m horden
Kampioenschappen
- 2007: 4e Wereldatletiekfinale - 13,18 s

Golden League-podiumplekken
- 2007:  Bislett Games – 13,26 s
- 2007:  Meeting Gaz de France – 13,13 s
- 2007:  Golden Gala – 13,16 s
- 2007:  Memorial Van Damme – 13,25 s